# Balduin al II-lea de Hainaut
Balduin al II-lea de Hainaut sau de Mons (n. 1056–d. 1098?) a fost conte de Hainaut de la 1071 până la moarte.

## Istoria
Balduin a fost fiul mai tânăr al contelui Balduin al VI-lea de Flandra cu Richilde de Hainaut.
El a devenit conte de Hainaut după moartea fratelui său mai mare, Arnulf al III-lea de Flandra, căzut în Bătălia de la Cassel, purtată împotriva unchiului lor, Robert "Frizonul".
Balduin s-a raliat primei cruciade, în compania contelui Godefroy de Bouillon, iar nu în cea a contelui Robert al II-lea de Flandra, vărul său, față de care se menținea dușmănia din timpul lui Robert "Frizonul". Pentru plecarea în cruciadă, el și-a vândut o parte dintre proprietățile pe care le avea în Principatul episcopal Liège. În 1098, el a fost trimis înapoi la Constantinopol împreună cu Hugue de Vermandois în timpul asediului asupra Antiohiei, pentru a solicita ajutoare din partea împăratului bizantin Alexios I Comnen. Pe parcurs, Balduin a dispărut în timpul unui raid al turcilor selgiucizi în Anatolia și se presupune că ar fi căzut ucis.

## Familia
Balduin a fost căsătorit din 1084 cu Ida de Leuven (fiică a contelui Henric al II-lea de Leuven și soră cu Godefroy I de Leuven), având următorii copii:
1. Balduin
2. Ludovic, în viață la 1096
3. Simon, canonic în Liège
4. Henric, în viață la 1096
5. Guillaume, d. după 1117
6. Arnold; căsătorit cu Beatrice de Ath.[4]
7. Ida (n. cca. 1085–d. după 1101)
8. Richilde (n. cca. 1095–d. după 1118); devenită călugăriță la Mauberge [4]
9. Aelidis (n. înainte de 1098–d. 1153)